# 四丙基硼酸钠
四丙基硼酸钠是一种离子型的有机硼化合物，化学式为Na[B(C3H7)4]。它是浅黄白色吸湿性固体。它在水溶液中稳定，但是在空气中可以自燃；它可以以四氢呋喃溶液的形式储存数周。

## 合成
三氟化硼乙醚和丙基溴化镁反应，可以得到三丙基硼。
BF
3 ·  (C
2H
5)
2O + 3 C
3H
7MgBr  →  B(C
3H
7)
3 + 3 MgBrF + (C
2H
5)
2O
三丙基硼再与丙基钠或与1-氯丙烷及金属钠反应，可以得到四丙基硼酸钠。